# Copa América 2015
Copa América 2015, česky též Mistrovství Jižní Ameriky ve fotbale 2015, bylo 44. mistrovství pořádané fotbalovou asociací CONMEBOL. V hostitelské zemi Chile bylo na programu 26 zápasů v období od 11. června do 4. července roku 2015. Turnaje se zúčastnily i týmy Jamajky a Mexika, jinak hrající pod hlavičkou asociace CONCACAF. Vítězství z roku 2011 obhajovala Uruguay, která ve čtvrtfinále podlehla pozdějšímu vítězi z Chile.

## Účastníci
Turnaje se zúčastnilo všech 10 členských zemí CONMEBOL a navíc dva přizvané týmy – Jamajka a Mexiko. Původně však byl na turnaj pozván tým Japonska, které však pozvání odmítlo a tak byla místo něj pozvána Čína. Ta později pozvání taktéž odmítla z důvodu, že se v době konání turnaje hraje kvalifikace asijského fotbalu (AFC) na Mistrovství světa ve fotbale 2018. V květnu 2014 pak pořadatelé oznámili, že se turnaje místo Číny zúčastní výběr Jamajky.
| - Argentina - Bolívie - Brazílie - Chile (hostitel) | - Kolumbie - Ekvádor - Jamajka (pozvaný) - Mexiko (pozvaný) | - Paraguay - Peru - Uruguay (držitel titulu) - Venezuela |

## Stadiony
| Antofagasta                     | Antofagasta                       | Antofagasta Concepción La Serena Rancagua Santiago de Chile Temuco Valparaíso Viña del Mar Copa América 2015 (Chile) | La Serena                       |
| ------------------------------- | --------------------------------- | --- | ------------------------------- |
| Estadio Regional de Antofagasta | Estadio Regional de Antofagasta   | Antofagasta Concepción La Serena Rancagua Santiago de Chile Temuco Valparaíso Viña del Mar Copa América 2015 (Chile) | Estadio La Portada              |
| Kapacita: 21 178                | Kapacita: 21 178                  | Antofagasta Concepción La Serena Rancagua Santiago de Chile Temuco Valparaíso Viña del Mar Copa América 2015 (Chile) | Kapacita: 17 194                |
|                                 |                                   | Antofagasta Concepción La Serena Rancagua Santiago de Chile Temuco Valparaíso Viña del Mar Copa América 2015 (Chile) |                                 |
| Viña del Mar                    | Viña del Mar                      | Antofagasta Concepción La Serena Rancagua Santiago de Chile Temuco Valparaíso Viña del Mar Copa América 2015 (Chile) | Valparaíso                      |
| Estadio Sausalito               | Estadio Sausalito                 | Antofagasta Concepción La Serena Rancagua Santiago de Chile Temuco Valparaíso Viña del Mar Copa América 2015 (Chile) | Estadio Elías Figueroa          |
| Kapacita: 22 340                | Kapacita: 22 340                  | Antofagasta Concepción La Serena Rancagua Santiago de Chile Temuco Valparaíso Viña del Mar Copa América 2015 (Chile) | Kapacita: 20 575                |
| (Před renovací)                 |                                   | Antofagasta Concepción La Serena Rancagua Santiago de Chile Temuco Valparaíso Viña del Mar Copa América 2015 (Chile) |                                 |
| Santiago de Chile               | Santiago de Chile                 | Antofagasta Concepción La Serena Rancagua Santiago de Chile Temuco Valparaíso Viña del Mar Copa América 2015 (Chile) | Rancagua                        |
| Estadio Nacional                | Estadio Monumental David Arellano | Antofagasta Concepción La Serena Rancagua Santiago de Chile Temuco Valparaíso Viña del Mar Copa América 2015 (Chile) | Estadio El Teniente             |
| Kapacita: 48 665                | Kapacita: 47 347                  | Antofagasta Concepción La Serena Rancagua Santiago de Chile Temuco Valparaíso Viña del Mar Copa América 2015 (Chile) | Kapacita: 15 252                |
|                                 |                                   | Antofagasta Concepción La Serena Rancagua Santiago de Chile Temuco Valparaíso Viña del Mar Copa América 2015 (Chile) |                                 |
| Concepción                      | Concepción                        | Antofagasta Concepción La Serena Rancagua Santiago de Chile Temuco Valparaíso Viña del Mar Copa América 2015 (Chile) | Temuco                          |
| Estadio Municipal de Concepción | Estadio Municipal de Concepción   | Antofagasta Concepción La Serena Rancagua Santiago de Chile Temuco Valparaíso Viña del Mar Copa América 2015 (Chile) | Estadio Municipal Germán Becker |
| Kapacita: 30 448                | Kapacita: 30 448                  | Antofagasta Concepción La Serena Rancagua Santiago de Chile Temuco Valparaíso Viña del Mar Copa América 2015 (Chile) | Kapacita: 18 936                |
|                                 |                                   | Antofagasta Concepción La Serena Rancagua Santiago de Chile Temuco Valparaíso Viña del Mar Copa América 2015 (Chile) |                                 |

## Soupisky
Podrobnější informace naleznete v článku Copa América 2015 (soupisky).

## Skupinová fáze
| Vysvětlivky | Vysvětlivky                                                                                         |
| ----------- | --------------------------------------------------------------------------------------------------- |
|             | První dva týmy z každé skupiny a dva nejlepší týmy na třetích místech postoupily do vyřazovací fáze |

### Skupina A
| Tým     | Z | V | R | P | VG | IG | +/− | B |
| ------- | - | - | - | - | -- | -- | --- | - |
| Chile   | 3 | 2 | 1 | 0 | 10 | 3  | +7  | 7 |
| Bolívie | 3 | 1 | 1 | 1 | 3  | 7  | −4  | 4 |
| Ekvádor | 3 | 1 | 0 | 2 | 4  | 6  | −2  | 3 |
| Mexiko  | 3 | 0 | 2 | 1 | 4  | 5  | −1  | 2 |

Všechny časy zápasů jsou uvedeny ve středoevropském letním čase (UTC +2).
| 12. června 2015 1:30        |        |         |                                                                                        |
| Chile                       | 2 : 0  | Ekvádor | Estadio Nacional, Santiago de Chile diváci: 46 000 rozhodčí: Néstor Pitana (Argentina) |
| Vidal 66' (pen.) Vargas 83' | Zpráva |         | Estadio Nacional, Santiago de Chile diváci: 46 000 rozhodčí: Néstor Pitana (Argentina) |

| 13. června 2015 1:30 |        |         |                                                                                     |
| Mexiko               | 0 : 0  | Bolívie | Estadio Sausalito, Viña del Mar diváci: 14 987 rozhodčí: Enrique Cáceres (Paraguay) |
|                      | Zpráva |         | Estadio Sausalito, Viña del Mar diváci: 14 987 rozhodčí: Enrique Cáceres (Paraguay) |

| 15. června 2015 23:00    |        |                                                          |                                                                                    |
| Ekvádor                  | 2 : 3  | Bolívie                                                  | Estadio Elías Figueroa, Valparaíso diváci: 5 982 rozhodčí: Joel Aguilar (Salvador) |
| Valencia 48' Bolaños 82' | Zpráva | Raldes 5' Smedberg-Dalence 18' Martins Moreno 43' (pen.) | Estadio Elías Figueroa, Valparaíso diváci: 5 982 rozhodčí: Joel Aguilar (Salvador) |

| 16. června 2015 1:30             |        |                            |                                                                                          |
| Chile                            | 3 : 3  | Mexiko                     | Estadio Nacional, Santiago de Chile diváci: 45 583 rozhodčí: Víctor Hugo Carrillo (Peru) |
| Vidal 22', 55' (pen.) Vargas 42' | Zpráva | Vuoso 21', 66' Jiménez 29' | Estadio Nacional, Santiago de Chile diváci: 45 583 rozhodčí: Víctor Hugo Carrillo (Peru) |

| 19. června 2015 23:00 |        |                          |                                                                                |
| Mexiko                | 1 : 2  | Ekvádor                  | Estadio El Teniente, Rancagua diváci: 11 051 rozhodčí: José Argote (Venezuela) |
| Jiménez 63' (pen.)    | Zpráva | Bolaños 25' Valencia 57' | Estadio El Teniente, Rancagua diváci: 11 051 rozhodčí: José Argote (Venezuela) |

| 20. června 2015 1:30                                    |        |         |                                                                                     |
| Chile                                                   | 5 : 0  | Bolívie | Estadio Nacional, Santiago de Chile diváci: 45 601 rozhodčí: Andrés Cunha (Uruguay) |
| Aránguiz 2', 65' Sánchez 36' Medel 78' Raldes 85' (vl.) | Zpráva |         | Estadio Nacional, Santiago de Chile diváci: 45 601 rozhodčí: Andrés Cunha (Uruguay) |

### Skupina B
| Tým       | Z | V | R | P | VG | IG | +/− | B |
| --------- | - | - | - | - | -- | -- | --- | - |
| Argentina | 3 | 2 | 1 | 0 | 4  | 2  | +2  | 7 |
| Paraguay  | 3 | 1 | 2 | 0 | 4  | 3  | +1  | 5 |
| Uruguay   | 3 | 1 | 1 | 1 | 2  | 2  | 0   | 4 |
| Jamajka   | 3 | 0 | 0 | 3 | 0  | 3  | −3  | 0 |

Všechny časy zápasů jsou uvedeny ve středoevropském letním čase (UTC +2).
| 13. června 2015 21:00 |        |         |                                                                                              |
| Uruguay               | 1 : 0  | Jamajka | Estadio Regional de Antofagasta, Antofagasta diváci: 8 653 rozhodčí: José Argote (Venezuela) |
| C. Rodríguez 51'      | Zpráva |         | Estadio Regional de Antofagasta, Antofagasta diváci: 8 653 rozhodčí: José Argote (Venezuela) |

| 13. června 2015 23:30       |        |                        |                                                                                 |
| Argentina                   | 2 : 2  | Paraguay               | Estadio La Portada, La Serena diváci: 16 281 rozhodčí: Wilmar Roldán (Kolumbie) |
| Agüero 28' Messi 35' (pen.) | Zpráva | Valdez 59' Barrios 89' | Estadio La Portada, La Serena diváci: 16 281 rozhodčí: Wilmar Roldán (Kolumbie) |

| 16. června 2015 23:00 |        |         |                                                                                            |
| Paraguay              | 1 : 0  | Jamajka | Estadio Regional de Antofagasta, Antofagasta diváci: 6 099 rozhodčí: Carlos Vera (Ekvádor) |
| Benítez 35'           | Zpráva |         | Estadio Regional de Antofagasta, Antofagasta diváci: 6 099 rozhodčí: Carlos Vera (Ekvádor) |

| 17. června 2015 1:30 |        |         |                                                                                |
| Argentina            | 1 : 0  | Uruguay | Estadio La Portada, La Serena diváci: 17 014 rozhodčí: Sandro Ricci (Brazílie) |
| Agüero 56'           | Zpráva |         | Estadio La Portada, La Serena diváci: 17 014 rozhodčí: Sandro Ricci (Brazílie) |

| 20. června 2015 21:00 |        |             |                                                                                       |
| Uruguay               | 1 : 1  | Paraguay    | Estadio La Portada, La Serena diváci: 16 021 rozhodčí: Roberto García Orozco (Mexiko) |
| Giménez 28'           | Zpráva | Barrios 44' | Estadio La Portada, La Serena diváci: 16 021 rozhodčí: Roberto García Orozco (Mexiko) |

| 20. června 2015 23:30 |        |         |                                                                                 |
| Argentina             | 1 : 0  | Jamajka | Estadio Sausalito, Viña del Mar diváci: 21 083 rozhodčí: Julio Bascuñán (Chile) |
| Higuaín 10'           | Zpráva |         | Estadio Sausalito, Viña del Mar diváci: 21 083 rozhodčí: Julio Bascuñán (Chile) |

### Skupina C
| Tým       | Z | V | R | P | VG | IG | +/− | B |
| --------- | - | - | - | - | -- | -- | --- | - |
| Brazílie  | 3 | 2 | 0 | 1 | 4  | 3  | +1  | 6 |
| Peru      | 3 | 1 | 1 | 1 | 2  | 2  | 0   | 4 |
| Kolumbie  | 3 | 1 | 1 | 1 | 1  | 1  | 0   | 4 |
| Venezuela | 3 | 1 | 0 | 2 | 2  | 3  | −1  | 3 |

Všechny časy zápasů jsou uvedeny ve středoevropském letním čase (UTC +2).
| 14. června 2015 21:00 |        |            |                                                                               |
| Kolumbie              | 0 : 1  | Venezuela  | Estadio El Teniente, Rancagua diváci: 12 387 rozhodčí: Andrés Cunha (Uruguay) |
|                       | Zpráva | Rondón 59' | Estadio El Teniente, Rancagua diváci: 12 387 rozhodčí: Andrés Cunha (Uruguay) |

| 14. června 2015 23:30         |        |          |                                                                                                 |
| Brazílie                      | 2 : 1  | Peru     | Estadio Municipal Germán Becker, Temuco diváci: 16 342 rozhodčí: Roberto García Orozco (Mexiko) |
| Neymar 4' Douglas Costa 90+1' | Zpráva | Cueva 2' | Estadio Municipal Germán Becker, Temuco diváci: 16 342 rozhodčí: Roberto García Orozco (Mexiko) |

| 18. června 2015 2:00 |        |             | |
| Brazílie             | 0 : 1  | Kolumbie    | Estadio Monumental David Arellano, Santiago de Chile diváci: 44 008 rozhodčí: Enrique Osses (Chile) |
|                      | Zpráva | Murillo 36' | Estadio Monumental David Arellano, Santiago de Chile diváci: 44 008 rozhodčí: Enrique Osses (Chile) |

| 19. června 2015 1:30 |        |           |                                                                                   |
| Peru                 | 1 : 0  | Venezuela | Estadio Elías Figueroa, Valparaíso diváci: 15 542 rozhodčí: Raúl Orosco (Bolívie) |
| Pizarro 72'          | Zpráva |           | Estadio Elías Figueroa, Valparaíso diváci: 15 542 rozhodčí: Raúl Orosco (Bolívie) |

| 21. června 2015 21:00 |        |      |                                                                                            |
| Kolumbie              | 0 : 0  | Peru | Estadio Municipal Germán Becker, Temuco diváci: 17 332 rozhodčí: Néstor Pitana (Argentina) |
|                       | Zpráva |      | Estadio Municipal Germán Becker, Temuco diváci: 17 332 rozhodčí: Néstor Pitana (Argentina) |

| 21. června 2015 23:30       |        |           | |
| Brazílie                    | 2 : 1  | Venezuela | Estadio Monumental David Arellano, Santiago de Chile diváci: 33 284 rozhodčí: Enrique Cáceres (Paraguay) |
| Thiago Silva 8' Firmino 51' | Zpráva | Miku 84'  | Estadio Monumental David Arellano, Santiago de Chile diváci: 33 284 rozhodčí: Enrique Cáceres (Paraguay) |

### Žebříček týmů na třetích místech
| Skupina | Tým      | Z | V | R | P | VG | IG | +/- | B |
| ------- | -------- | - | - | - | - | -- | -- | --- | - |
| B       | Uruguay  | 3 | 1 | 1 | 1 | 2  | 2  | 0   | 4 |
| C       | Kolumbie | 3 | 1 | 1 | 1 | 1  | 1  | 0   | 4 |
| A       | Ekvádor  | 3 | 1 | 0 | 2 | 4  | 6  | −2  | 3 |

## Vyřazovací fáze

### Pavouk
|  | Čtvrtfinále                    | Čtvrtfinále              |                                 |          | Semifinále  | Semifinále  |  |  | Finále                   | Finále |
|  |                                |                          |                                 |          |             |             |  |  |                          |        |
|  | 25. června – Santiago de Chile |                          |                                 |          |             |             |  |  |                          |        |
|  |                                |                          |                                 |          |             |             |  |  |                          |        |
|  | Chile                          | 1                        |                                 |          |             |             |  |  |                          |        |
|  | Chile                          | 1                        | 30. června – Santiago de Chile  |          |             |             |  |  |                          |        |
|  | Uruguay                        | 0                        |                                 |          |             |             |  |  |                          |        |
|  | Uruguay                        | 0                        | Chile                           | 2        |             |             |  |  |                          |        |
|  | 26. června – Temuco            |                          | Chile                           | 2        |             |             |  |  |                          |        |
|  |                                | Peru                     | 1                               |          |             |             |  |  |                          |        |
|  | Bolívie                        | Peru                     | 1                               | 1        |             |             |  |  |                          |        |
|  | Bolívie                        |                          | 4. července – Santiago de Chile | 1        |             |             |  |  |                          |        |
|  | Peru                           | 3                        |                                 |          |             |             |  |  |                          |        |
|  | Peru                           | 3                        | Chile (pen.)                    | 0 (4)    |             |             |  |  |                          |        |
|  | 27. června – Viña del Mar      |                          | Chile (pen.)                    | 0 (4)    |             |             |  |  |                          |        |
|  |                                | Argentina                | 0 (1)                           |          |             |             |  |  |                          |        |
|  | Argentina (pen.)               | Argentina                | 0 (1)                           | 0 (5)    |             |             |  |  |                          |        |
|  | Argentina (pen.)               | 1. července – Concepción |                                 | 0 (5)    |             |             |  |  |                          |        |
|  | Kolumbie                       | 0 (4)                    |                                 |          |             |             |  |  |                          |        |
|  | Kolumbie                       | 0 (4)                    | Argentina                       | 6        | Třetí místo | Třetí místo |  |  |                          |        |
|  | 27. června – Concepción        |                          | Argentina                       | 6        | Třetí místo | Třetí místo |  |  |                          |        |
|  |                                | Paraguay                 | 1                               |          |             |             |  |  |                          |        |
|  | Brazílie                       | Paraguay                 | 1                               | 1 (3)    | Peru        | 2           |  |  |                          |        |
|  | Brazílie                       |                          |                                 | 1 (3)    | Peru        | 2           |  |  |                          |        |
|  | Paraguay (pen.)                | 1 (4)                    |                                 | Paraguay | 0           |             |  |  |                          |        |
|  | Paraguay (pen.)                | 1 (4)                    |                                 |          | 0           |             |  |  |                          |        |
|  |                                |                          |                                 |          |             |             |  |  | 4. července – Concepción |        |
|  |                                |                          |                                 |          |             |             |  |  |                          |        |

Všechny časy zápasů jsou uvedeny ve středoevropském letním čase (UTC +2).

### Čtvrtfinále
| 25. června 2015 1:30 |        |         |                                                                                      |
| Chile                | 1 : 0  | Uruguay | Estadio Nacional, Santiago de Chile diváci: 45 304 rozhodčí: Sandro Ricci (Brazílie) |
| Isla 81'             | Zpráva |         | Estadio Nacional, Santiago de Chile diváci: 45 304 rozhodčí: Sandro Ricci (Brazílie) |

| 26. června 2015 1:30 |        |                        |                                                                                           |
| Bolívie              | 1 : 3  | Peru                   | Estadio Municipal Germán Becker, Temuco diváci: 16 872 rozhodčí: Wilmar Roldán (Kolumbie) |
| Moreno 83' (pen.)    | Zpráva | Guerrero 19', 22', 73' | Estadio Municipal Germán Becker, Temuco diváci: 16 872 rozhodčí: Wilmar Roldán (Kolumbie) |

| 27. června 2015 1:30 |            |          |                                                                                         |
| Argentina            | 0 : 0 (PP) | Kolumbie | Estadio Sausalito, Viña del Mar diváci: 21 508 rozhodčí: Roberto García Orozco (Mexiko) |
|                      | Zpráva     |          | Estadio Sausalito, Viña del Mar diváci: 21 508 rozhodčí: Roberto García Orozco (Mexiko) |

|                                              |       | Penaltový rozstřel                                      |  |
| Messi Garay Banega Lavezzi Biglia Rojo Tévez | 5 : 4 | Rodríguez Falcao Cuadrado Muriel Cardona Zúñiga Murillo |  |

| 27. června 2015 23:30 |            |                     |                                                                                             |
| Brazílie              | 1 : 1 (PP) | Paraguay            | Estadio Municipal de Concepción, Concepción diváci: 29 276 rozhodčí: Andrés Cunha (Uruguay) |
| Robinho 14'           | Zpráva     | González 71' (pen.) | Estadio Municipal de Concepción, Concepción diváci: 29 276 rozhodčí: Andrés Cunha (Uruguay) |

|                                                            |       | Penaltový rozstřel                                |  |
| Fernandinho Everton Ribeiro Miranda Douglas Costa Coutinho | 3 : 4 | Martínez V. Cáceres Bobadilla Santa Cruz González |  |

### Semifinále
| 30. června 2015 1:30 |        |                 |                                                                                      |
| Chile                | 2 : 1  | Peru            | Estadio Nacional, Santiago de Chile diváci: 45 651 rozhodčí: José Argote (Venezuela) |
| Vargas 41', 63'      | Zpráva | Medel 60' (vl.) | Estadio Nacional, Santiago de Chile diváci: 45 651 rozhodčí: José Argote (Venezuela) |

| 1. července 2015 1:30                                         |        |             |                                                                                              |
| Argentina                                                     | 6 : 1  | Paraguay    | Estadio Municipal de Concepción, Concepción diváci: 29 205 rozhodčí: Sandro Ricci (Brazílie) |
| Rojo 15' Pastore 27' Di María 47', 53' Agüero 80' Higuaín 83' | Zpráva | Barrios 43' | Estadio Municipal de Concepción, Concepción diváci: 29 205 rozhodčí: Sandro Ricci (Brazílie) |

### O 3. místo
| 4. července 2015 1:30     |        |          |                                                                                            |
| Peru                      | 2 : 0  | Paraguay | Estadio Municipal de Concepción, Concepción diváci: 29 143 rozhodčí: Raúl Orosco (Bolívie) |
| Carrillo 48' Guerrero 89' | Zpráva |          | Estadio Municipal de Concepción, Concepción diváci: 29 143 rozhodčí: Raúl Orosco (Bolívie) |

### Finále
| 4. července 2015 22:00 |            |           |                                                                                       |
| Chile                  | 0 : 0 (PP) | Argentina | Estadio Nacional, Santiago de Chile diváci: 45 693 rozhodčí: Wilmar Roldán (Kolumbie) |
|                        | Zpráva     |           | Estadio Nacional, Santiago de Chile diváci: 45 693 rozhodčí: Wilmar Roldán (Kolumbie) |

|                                  |       | Penaltový rozstřel   |  |
| Fernández Vidal Aránguiz Sánchez | 4 : 1 | Messi Higuaín Banega |  |

## Statistiky
Zdroj: CONMEBOL.com Archivováno 3. 3. 2016 na Wayback Machine.

### Střelci
4 góly
- Eduardo Vargas
- Paolo Guerrero

3 góly
- Sergio Agüero
- Arturo Vidal
- Lucas Barrios

2 góly
- Ángel Di María
- Gonzalo Higuaín
- Marcelo Martins Moreno
- Charles Aránguiz
- Miller Bolaños
- Enner Valencia
- Raúl Jiménez
- Matías Vuoso

1 gól
- Lionel Messi
- Javier Pastore
- Marcos Rojo
- Ronald Raldes
- Martin Smedberg-Dalence
- Douglas Costa
- Neymar
- Roberto Firmino
- Robinho
- Thiago Silva
- Mauricio Isla
- Gary Medel
- Alexis Sánchez
- Jeison Murillo
- Édgar Benítez
- Derlis González
- Nelson Haedo Valdez
- André Carrillo
- Christian Cueva
- Claudio Pizarro
- José María Giménez
- Cristian Rodríguez
- Miku
- Salomón Rondón

Vlastní branka
- Ronald Raldes (proti Chile)
- Gary Medel (proti Peru)